# 東京都道306号王子千住夢の島線

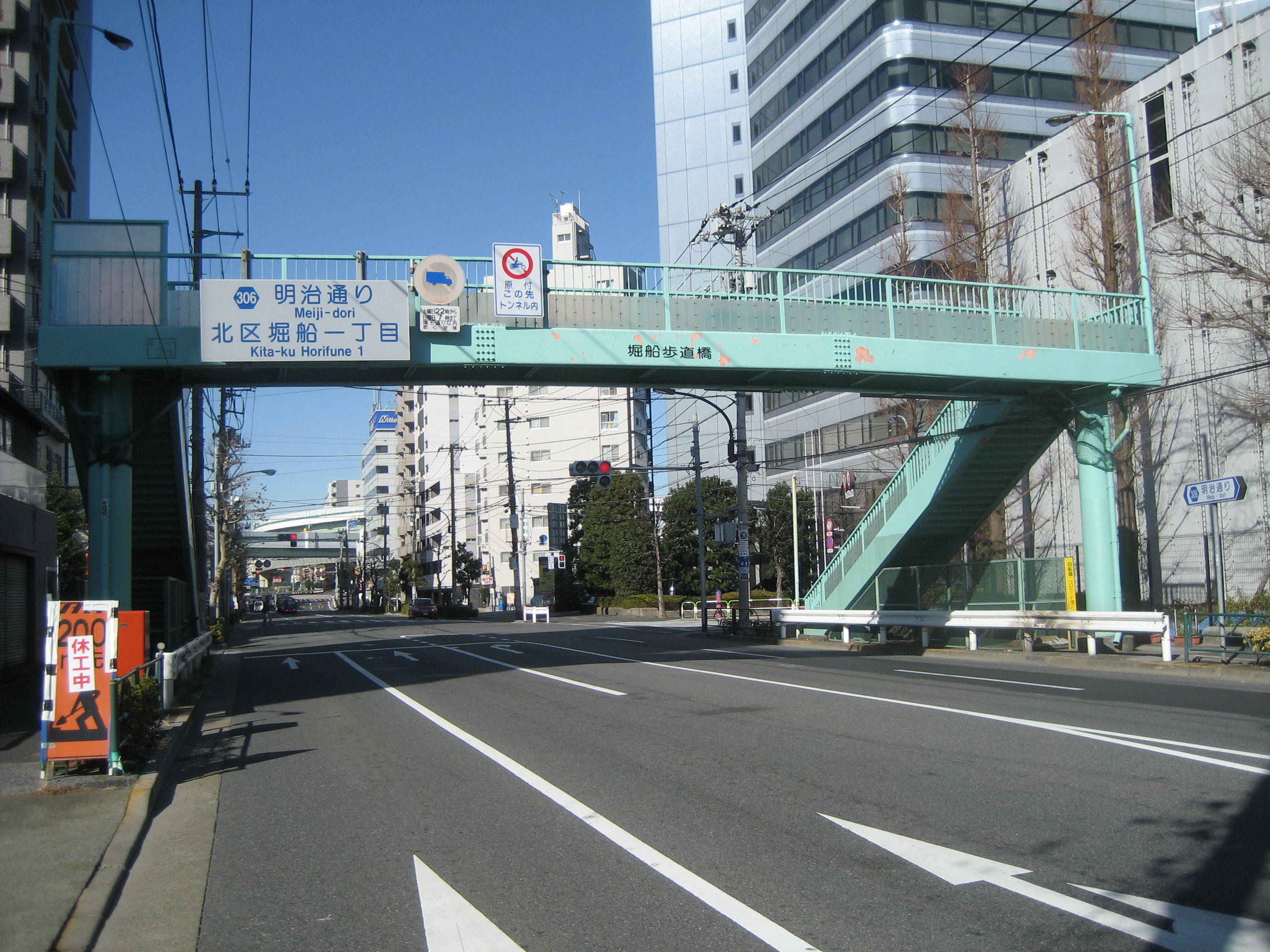
明治通り北区堀船一丁目付近

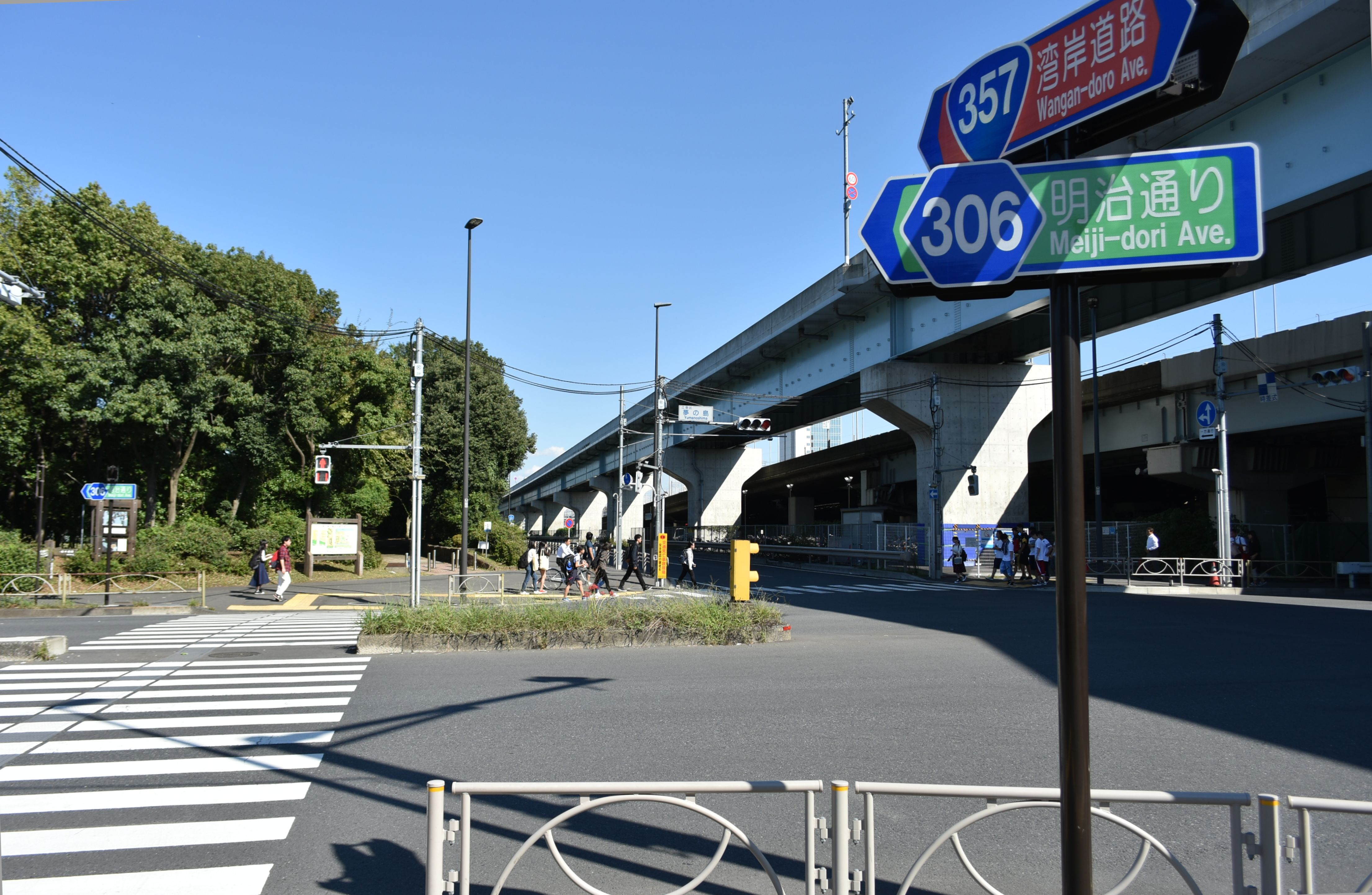
夢の島交差点（2018年9月28日撮影）

東京都道306号王子千住夢の島線（とうきょうとどう306ごう おうじせんじゅゆめのしません）は、東京都北区王子3丁目から、江東区夢の島1丁目に至る主要地方道（都道）である。
本線の大半が明治通りとなっている。一部都電荒川線と並走する。
起点から荒川区荒川の宮地交差点までは環状第5の2号線に、宮地交差点から墨田区立花の小村井交差点までは環状4号線に、小村井交差点から夢の島1丁目の夢の島交差点までは補助第116号線にそれぞれ属している。

## 路線データ

### 本線
- 起点：北区王子2丁目 王子3丁目交差点（国道122号「北本通り」交点）
- 終点：江東区夢の島1丁目 夢の島交差点（国道357号交点）

### 支線（補助90号線の一部）
- 起点：梶原交差点（本線交点）
- 終点：町屋交差点（東京都道313号上野尾竹橋線「尾竹橋通り」交点）
  - なお、補助90号線は町屋交差点から都電荒川線にほぼ沿う形で南千住1丁目の本線合流部（サンパール荒川前交差点東側屈曲部）までを整備事業中[1]。

## 歴史
- 1955年（昭和30年）12月15日 - 「王子千住砂町線」路線認定[2]
  - 整理番号：25
  - 起点：北区王子1丁目 都道東京岩槻線（現・国道122号）交点
  - 終点：江東区北砂町1丁目 都道東京浦安線交点
  - 延長：13.658 km[3]
- 1965年（昭和40年）10月9日 - 「王子千住砂町線」の整理番号を25から306に変更[4]
- 1968年（昭和43年）5月7日 - 「王子千住砂町線」路線廃止[5]、「王子千住南砂町線」路線認定
  - 整理番号：306
  - 起点：北区王子2丁目
  - 終点：江東区南砂町4丁目[6]
- 2016年（平成28年）4月1日 - 「王子千住南砂町線」路線廃止[7]、「王子千住夢の島線」路線認定[8]
  - 整理番号：306
  - 起点：北区王子2丁目
  - 終点：江東区夢の島1丁目 夢の島交差点（国道357号交点）[9][10]
  - 延長：17.579 km[11]

## 通過する自治体
- 東京都
  - 北区
  - 荒川区
  - 台東区
  - 墨田区
  - 江東区

## 重複区間
- 境川交差点 - 日曹橋交差点（東京都道10号東京浦安線）

## 交差する道路

### 本線
| 交差する道路                                                                  | 交差する道路                                                                  | 交差点名                 | 所在地 |
| ----------------------------------------------------------------------------- | ----------------------------------------------------------------------------- | ------------------------ | ------ |
| 東京都道455号本郷赤羽線                                                       | 国道122号（北本通り）                                                         | 王子3丁目                | 北区   |
| 首都高速中央環状線                                                            | 首都高速中央環状線                                                            | 王子北出入口             | 北区   |
| 東京都道501号王子金町市川線（明治通り、「日産通り」）                         | 東京都道501号王子金町市川線（明治通り、「日産通り」）                         | 溝田橋                   | 北区   |
| 首都高速中央環状線                                                            | -                                                                             | 王子南出入口             | 北区   |
| - 都電荒川線                                                                  | 東京都道306号王子千住夢の島線支線 都電荒川線                                  | 梶原                     | 北区   |
| 東京都道458号白山小台線（小台大通り）                                         | 東京都道458号白山小台線（小台大通り）                                         | 田端新町3丁目            | 北区   |
| 東京都道58号台東川口線（尾久橋通り） 東京都道458号白山小台線支線              | 東京都道58号台東川口線（尾久橋通り） 東京都道458号白山小台線支線              | 田端新町1丁目            | 北区   |
| 東京都道313号上野尾竹橋線（尾竹橋通り） 東京都道457号駒込宮地線（道灌山通り） | 東京都道313号上野尾竹橋線（尾竹橋通り） 東京都道457号駒込宮地線（道灌山通り） | 宮地                     | 荒川区 |
| 国道4号（昭和通り、日光街道）                                                 | 国道4号（昭和通り、日光街道）                                                 | 大関横丁                 | 台東区 |
| （土手通り）                                                                  | -                                                                             | 三ノ輪2丁目              | 台東区 |
| 東京都道464号言問橋南千住線（コツ通り、吉野通り）                             | 東京都道464号言問橋南千住線（コツ通り、吉野通り）                             | 泪橋                     | 台東区 |
| 東京都道314号言問大谷田線（橋場通り、川の手通り）                             | 東京都道314号言問大谷田線（橋場通り、川の手通り）                             | 白鬚橋西詰               | 台東区 |
| 東京都道461号吾妻橋伊興町線（墨堤通り）                                       | 東京都道461号吾妻橋伊興町線（墨堤通り）                                       | 白鬚橋東詰               | 墨田区 |
| 国道6号（水戸街道）                                                           | 国道6号（水戸街道）                                                           | 東向島                   | 墨田区 |
| 曳舟川通り                                                                    | 曳舟川通り                                                                    | 曳舟川                   | 墨田区 |
| -                                                                             | 東京都道465号深川吾嬬町線（四ツ目通り）                                       | 京島                     | 墨田区 |
| 十間橋通り、八広はなみずき通り                                                | 十間橋通り、八広はなみずき通り                                                | 中居堀                   | 墨田区 |
| 中居堀通り                                                                    | 中居堀通り                                                                    | 向島警察署入口           | 墨田区 |
| -                                                                             | 東京都道476号南砂町吾嬬町線（丸八通り）                                       | 小村井                   | 墨田区 |
| 東京都道453号本郷亀戸線（浅草通り）                                           | -                                                                             | 福神橋                   | 江東区 |
| 東京都道315号御徒町小岩線（蔵前橋通り）                                       | 東京都道315号御徒町小岩線（蔵前橋通り）                                       | 亀戸4丁目                | 江東区 |
| 国道14号（京葉道路）                                                          | 国道14号（京葉道路）                                                          | 亀戸駅前                 | 江東区 |
| 東京都道50号東京市川線（新大橋通り）                                          | 東京都道50号東京市川線（新大橋通り）                                          | 江東区民センター前交差点 | 江東区 |
|                                                                               |                                                                               | 第三大島中北             | 江東区 |
| 東京都道474号浜町北砂町線（清洲橋通り）                                       | 東京都道10号東京浦安線（清洲橋通り）                                          | 境川                     | 江東区 |
| 東京都道475号永代葛西橋線（葛西橋通り）                                       | 東京都道10号東京浦安線（葛西橋通り）                                          | 南砂4丁目                | 江東区 |
| 東京都道10号東京浦安線（永代通り）                                            | 東京都道10号東京浦安線（永代通り）                                            | 日曹橋                   | 江東区 |
| 国道357号（東京湾岸道路）                                                     | 国道357号（東京湾岸道路）                                                     | 夢の島                   | 江東区 |

### 支線
| 交差する道路                            | 交差する道路                            | 交差点名     | 所在地 |
| --------------------------------------- | --------------------------------------- | ------------ | ------ |
| （本線交点）                            | （本線交点）                            | 梶原         | 北区   |
| （あらかわ遊園通り）                    | （あらかわ遊園通り）                    | 荒川遊園地前 | 荒川区 |
| 東京都道458号白山小台線（小台通り）     | 東京都道458号白山小台線（小台通り）     | 小台         | 荒川区 |
| （女子医大通り）                        | （女子医大通り）                        | 宮ノ前       | 荒川区 |
| 東京都道58号台東川口線（尾久橋通り）    | 東京都道58号台東川口線（尾久橋通り）    | 熊野前       | 荒川区 |
| 東京都道313号上野尾竹橋線（尾竹橋通り） | 東京都道313号上野尾竹橋線（尾竹橋通り） | 町屋         | 荒川区 |

## 通称
- 本線
  - 明治通り（溝田橋交差点 - 夢の島交差点）
- 支線
  - 都電通り